# David Lucieer
 (février 2019).
Si vous disposez d'ouvrages ou d'articles de référence ou si vous connaissez des sites web de qualité traitant du thème abordé ici, merci de compléter l'article en donnant les références utiles à sa vérifiabilité et en les liant à la section « Notes et références ».
David Lucieer, né le 4 mai 1983 aux Pays-Bas,, est un acteur néerlandais.

## Vie privée
Il est en couple avec l'actrice Sanne Langelaar, de cette union naît premier enfant, un garçon prénommé Sam Eli Lucieer (né en 2018),.

## Filmographie

### Cinéma
- 2009 : Komt een vrouw bij de dokter (nl) : L'assistant du médecin
- 2011 : Gooische Vrouwen (nl) : Robert
- 2013 : Verliefd op Ibiza (nl) : Pim
- 2014 : Wonderbroeders (nl) : Le jeune prêtre
- 2016 : Sneekweek de Martijn Heijne : l'agent Marcel
- 2016 : Rokjesdag (nl) : Trevor

### Téléfilms
- 2007 : Grijpstra & de Gier (nl) : Edward
- 2009 : SpangaS : Flavio
- 2010 : Den Uyl en de affaire Lockheed (nl) : Steve
- 2010-2013 : De Meisjes van Thijs (nl) : Thijs
- 2012-2018 : Dokter Deen (nl) :	Paul Verbiest
- 2014 : In Den Gulden Draeck (nl) : Arko Broek-Hazenberg
- 2014 : Johan: logisch is anders (nl) : Le commentateur
- 2014 : Rechercheur Ria (nl) : Sytze Alkema
- 2017 : Papadag (nl) : Thijs
- 2018 : Zuidas (nl) : Maarten Schenker
- 2018 : De Inspirator : Bas Meddo